# Nachszonim
Nachszonim (hebr. נחשונים) – kibuc położony w samorządzie regionu Derom ha-Szaron, w Dystrykcie Centralnym, w Izraelu.
Leży w Szefeli w otoczeniu miast Elad, Petach Tikwa i Rosz ha-Ajin, moszawów Mazor, Nechalim i Kefar Sirkin, oraz kibucu Enat. Na wschód od kibucu znajduje się granica Autonomii Palestyńskiej, strzeżona przez mur bezpieczeństwa. Po stronie palestyńskie jest arabska wioska Dajr Ballut.
Członek Ruchu Kibuców (Ha-Tenu’a ha-Kibbucit).

## Historia
Kibuc został założony w 1949 przez żydowskich imigrantów z Egiptu.

## Gospodarka
Gospodarka kibucu opiera się na rolnictwie i turystyce.
Firma Bashan Radiators Manufacturing Ltd. produkuje różnorodne chłodnice dla potrzeb rolnictwa, przemysłu i motoryzacji.

## Turystyka
Kibuc słynie z toru samochodowego Nahshonit i parku rozrywki z kompleksem basenowym ShaAshuei Maim.

## Komunikacja
Na zachód od kibucu przebiega autostrada nr 6, brak jednak możliwości bezpośredniego wjazdu na nią. Z kibucu wyjeżdża się na zachód na drogi nr 444  i nr 471 . Drogą nr 444 można pojechać na południe do miasta Elad, lub na północ do miasta Rosz ha-Ajin. Natomiast drogą nr 471 dojeżdża się do położonego na zachodzie węzła drogowego z autostradą nr 6 i następnie do miasta Petach Tikwa.